# Ригзе
Ригзе (нем. Riegsee) — община в Германии, в земле Бавария.
Подчиняется административному округу Верхняя Бавария. Входит в состав района Гармиш-Партенкирхен. Население составляет 1155 человек (на 31 декабря 2010 года). Занимает площадь 20,44 км².